# Саймон, Сэм
Сэ́мюэл Майкл «Сэм» Са́ймон (англ. Samuel Michael "Sam" Simon; 6 июня 1955, Лос-Анджелес — 8 марта 2015, Лос-Анджелес) — американский телевизионный продюсер и сценарист, филантроп, один из оригинальных разработчиков «Симпсонов», наряду с Мэттом Грейнингом и Джеймсом Бруксом. Наиболее известен как создатель многих персонажей «Симпсонов». Также писал сценарии для сериалов «Такси», «Весёлая компания», «Шоу Трейси Ульман», «Шоу Джорджа Карлина» и «Шоу Дрю Кэри».

## Биография
Сэм Саймон закончил Стэнфордский университет в 1977 году. Был менеджер боксёра-тяжеловеса Леймона Брюстера. В 2007 году принимал участие в Мировой серии покера.
С 1984 по 1991 годы был женат на актрисе Дженнифер Тилли. Жил в районе Pacific Palisades, Лос-Анджелес.
В конце 2012 года у Саймона был обнаружен неоперабельный рак. Он умер 8 марта 2015 года из-за осложнений рака в своём доме в Лос-Анджелесе, не дожив до собственного 60-летия.
Эпизод Симпсонов «Waiting for Duffman» был посвящен ему.